# Крушовене
Крушове́не (болг. Крушовене) — село в Плевенській області Болгарії. Входить до складу общини Долішня Митрополія.

## Населення
За даними перепису населення 2011 року у селі проживали 956 осіб.
Національний склад населення села:
| Національність   | Кількість осіб | Відсоток |
| ---------------- | -------------- | -------- |
| болгари          | 940            | 99,1%    |
| турки            | 7              | 0,7%     |
| Всього відповіли | 949            |          |

Розподіл населення за віком у 2011 році:
Динаміка населення: